# Ruki (rivier)
De Ruki is een rivier in de Democratische Republiek Congo. Ze is een linker zijrivier van de Kongostroom. De Ruki kan worden gezien als de benedenloop van de Busira, die op haart beurt kan worden beschouwd als de benedenloop van de Tshuapa. 

## Geografie
De Ruki ontstaat boven Ingende, waar de Momboyo aan de linkeroever uitmondt in de Busira, en stroomt dan verder in westnoordwestelijke richting. Langs het noorden van de stad Mbandaka mondt de Ruki uit in de Kongo. De Ruki en haar belangrijkste zijrivier, de Busira, zijn het hele jaar door bevaarbaar, aangezien de diepte altijd meer is dan 1 meter, en zelfs 2 meter bereikt in het hoogwaterseizoen, in maart-april en november. Laag water is er in februari en juni-juli. 

## Media
De Ruki diende als locatie voor de film The African Queen.